# Moorhouse Range
Die Moorhouse Range ist ein Gebirgszug in der Region Canterbury auf der Südinsel von Neuseeland.

## Geographie
Die Moorhouse Range befindet sich am nordwestlichen Ende der Canterbury Plains zwischen der Harper Range und Tara Haoa Range im Südwesten, der Clent Hills im Norden und der Petea Range im Südosten. Westlich des nördlichen Endes der Moorhouse Range liegt die teilweise sumpfige Ebene des Lake Emma und Lake Roundabout und zwischen der Harper Range und der Moorhouse Range trennt das Pudding Valley die beiden Gebirgszüge. Zum südlichen Ende der Moorhouse Range fließt der Rangitata River durch die Schlucht des Rangitata Gorge, der die Moorhouse Range von den bis zu 872 m hohen Waikari Hills und der dahinter liegenden Petea Range trennt.
Der rund 15 km lange und in Nordnordwest-Südsüdost-Richtung verlaufende Gebirgszug, findet mit dem 1378 m hohen Mount Tripp seinen höchsten Punkt.
Administrativ gehört die Moorhouse Range zum Ashburton District.